# Dialectos calabreses

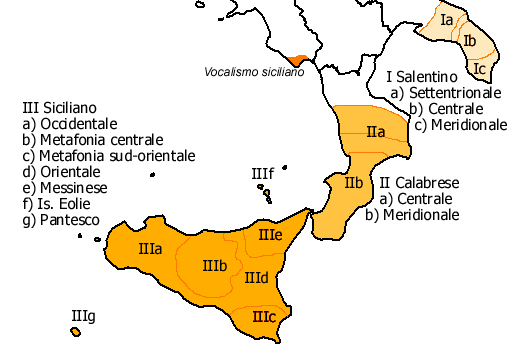
Variedades y subvariedades italorromances extremomeridionales.

Los dialectos calabreses son un sistema diatópico italorromance, de tipo meridional extremo (i parràti calabbrìsi, definido también siciliano por Ethnologue), hablado en la parte centro-meridional de la Calabria, y de tipo meridional intermedio ('e parràte calabbrìse, definido también napolitano) en la parte septentrional. Tal división lingüística corresponde muy aproximadamente a la división histórica y administrativa de las "Calabrie": Calabria Citeriore (o Calabria latina) y Calabria Ulteriore (o Calabria greca).
Los principales idiomas de la región de Calabria son el italiano estándar y las 
variedades italorromances meridionales intermedias y meridionales extremas del sistema diatópico conocido como calabrés (italiano: calabrese). Además, existen minorías lingüísticas calabresas de idioma griko y algunos bolsos de occitano y arbëresh.
La zona de influencia del calabrés septentrional se corresponde geográficamente a la Calabria Citerior, o sea la provincia de Cosenza, así como a la parte centro-septentrional de la de Crotona. En lingüística, el calabrés septentrional es un sistema diatópico de tipo napolitano y forma parte del grupo italorromance meridional intermedio. La singularidad del calabrés septentrional consiste en la presencia del fenómeno de mutación fonética.
La zona de influencia del calabrés centro-meridional se corresponde geográficamente con la Calabria Ulterior, o sea las provincias de Reggio Calabria, Vibo Valentia, Catanzaro y la parte meridional de la de Crotona (Crotona, Isola di Capo Rizzuto, Cutro, Petilia Policastro y lugares próximos). Lingüísticamente el calabrés centro-meridional es un sistema diatópico de tipo siciliano y forma parte del grupo italorromance meridional extremo.

## Los centros de investigación y proyectos científicos sobre los dialectos de Calabria
- Centro Di Lessicologia E Toponomastica Calabrese del dipartimento di Linguistica dell'Università della Calabria[2]
- Atlante Linguistico Etnografico della Calabria (ALECAL)[2]
- Archivio sonoro calabrese[3]